# Muzi (sockenhuvudort i Kina, Hubei Sheng, lat 31,23, long 113,55)
Muzi är en sockenhuvudort i Kina. Den ligger i provinsen Hubei, i den centrala delen av landet, omkring 100 kilometer nordväst om provinshuvudstaden Wuhan. Antalet invånare är 19 661. Befolkningen består av 9 770 kvinnor och 9 891 män. Barn under 15 år utgör 13,0 %, vuxna 15-64 år 75 %, och äldre över 65 år 10,0 %.
Runt Muzi är det tätbefolkat, med 636 invånare per kvadratkilometer. Närmaste större samhälle är Anlu, 12,9 km öster om Muzi. Trakten runt Muzi består till största delen av jordbruksmark.
Genomsnittlig årsnederbörd är 1 301 millimeter. Den regnigaste månaden är juli, med i genomsnitt 192 mm nederbörd, och den torraste är december, med 15 mm nederbörd.